# Solnhofeni litográf pala

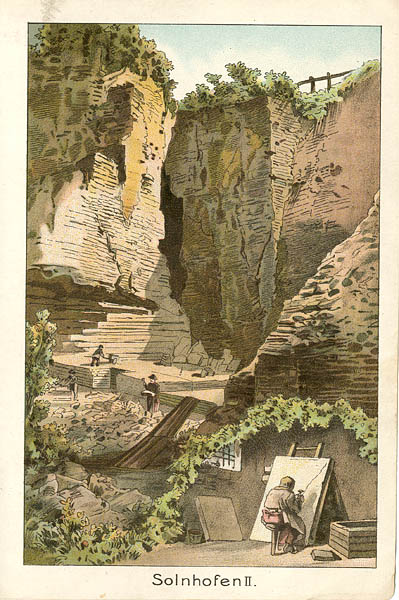
A kőbánya egy litográfián

A solnhofeni litográf pala a németországi solnhofen formáció egyik kőzete. Mészkő alapú, palás szerkezetű kőzet. Kedvelt díszítőkő, nevét a litográfiáról kapta, mivel kiváló nyomófelületet lehet készíteni belőle. Földtörténeti jelentőségét a nagy mennyiségű, kitűnő állapotban fennmaradt fosszília adja.

## Képződése
A litográf palák a legkeményebb, legtömöttebb mészkövek közé tartoznak. Az elsődleges meszes üledékek a diagenezis során a kőzetesedéshez szükségesnél jóval nagyobb nyomást szenvedtek el. Nagyfokú kompakción estek át, ami enyhe metamorfózist okozott, a litográf palák kisfokú epimetamorfitok. A solnhofeni litográf pala lelőhelyei Bajorországban, Solnhofen, Eichstätt, Nürnberg és München környékén vannak, a jura kimmeridge-i és tithon korszakában, körülbelül 150,8–145,5 millió éve képződtek.

## Ősföldrajza
A késő jurában ez a terület szigetvilág volt a Tethys-óceán szélén. Magas sókoncentrációjú, lefűződő lagunáris környezetben az életet nem támogató körülmények voltak. A víz a kevés mozgatottság miatt emellett oxigénben is szegény volt, így sem ragadozók, sem dögevők vagy más lebontó szervezetek nem éltek benne. A vízben csak bizonyos mészalgák éltek meg. Minden olyan élőlény, amely idekeveredett (akár beúszott, akár beleesett vagy bemosódott) eltemetődött az aljzat lágy mésziszapjában. Nem csak az elfogyasztást és a bomlást kerülték el, de áramlatok sem szaggatták szét a tetemeket. Időnként a lagúnák majdnem kiszáradtak.
A képződés korában a terület paleokoordinátái északi szélesség 40,1°, keleti hosszúság 19,1°, ami nagyjából a mai Albánia fekvésénél helyezkedik el.

## Élővilága
Több mint 600 fajt azonosítottak innen, köztük 29 féle pterosaurus a veréb nagyságútól az 1,2 méter hosszúságúig. A solnhofeni mészkövet az egyik legfontosabb fosszilis lelőhelynek tartják. Itt került elő az Archaeopteryx összes ismert példánya. A beágyazó mészkő finomszemű és egyenletesen rétegzett, a legfinomabb részletek is kivehetők az itt talált lenyomatokban. Annyira finom részletek, mint az Archaeopteryx tollában a pihék elágazásai, lágy részek lenyomatai vagy a szitakötő szárnyának erezete is felismerhető. Az innen származó leletek nagy része a solnhofeni múzeumban, az eichstätti Jura Múzeumban vagy a drezdai Ásvány- és Földtani Múzeumban vannak.

## A bánya
A rómaiak a 2. században már bányászták. Ebből a korból származik egy theilenhofeni római villa, amelyben a hidegvizes medence burkolólapjai ebből a kőzetből készültek. A 9. században a solnhofeni  bazilikát burkolták vele. A Hagia Szophia 15. századi átépítése során a padlózat egy részét innen származó kőből rakták le.
A kőzet igazi karrierje azonban a litográfia feltalálásával és terjedésével kezdődött. Ekkortól a bánya a világ minden pontjára szállított tömböket. Erre a felhasználásra ugyanazok a tulajdonságok teszik alkalmassá, ami az ősmaradványanyag megőrződését is elősegítette: a finom szemcsézettség, nagyon tömör kőzetszövet és egyenletes rétegvastagság.

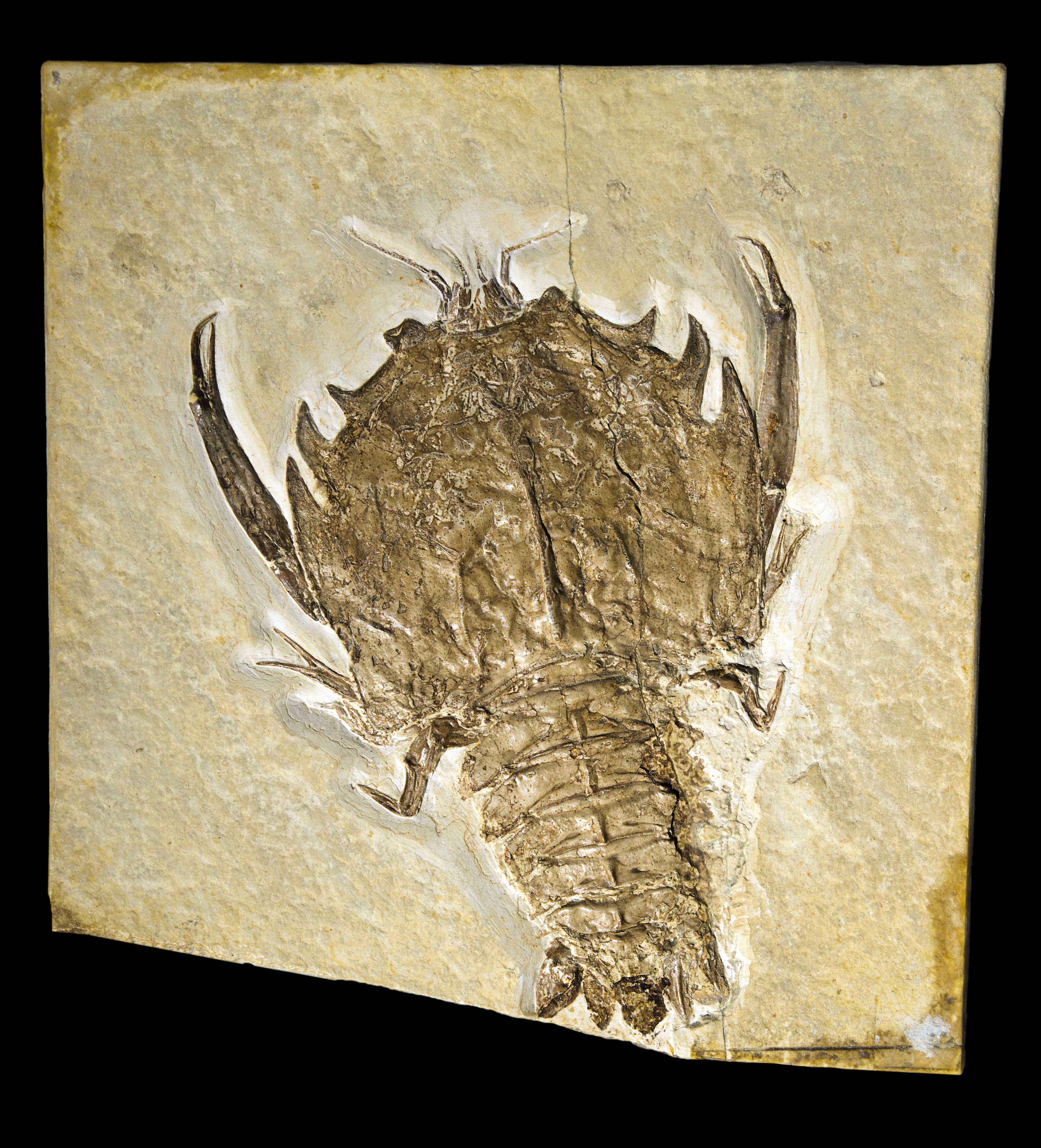
Eryon arctiformis
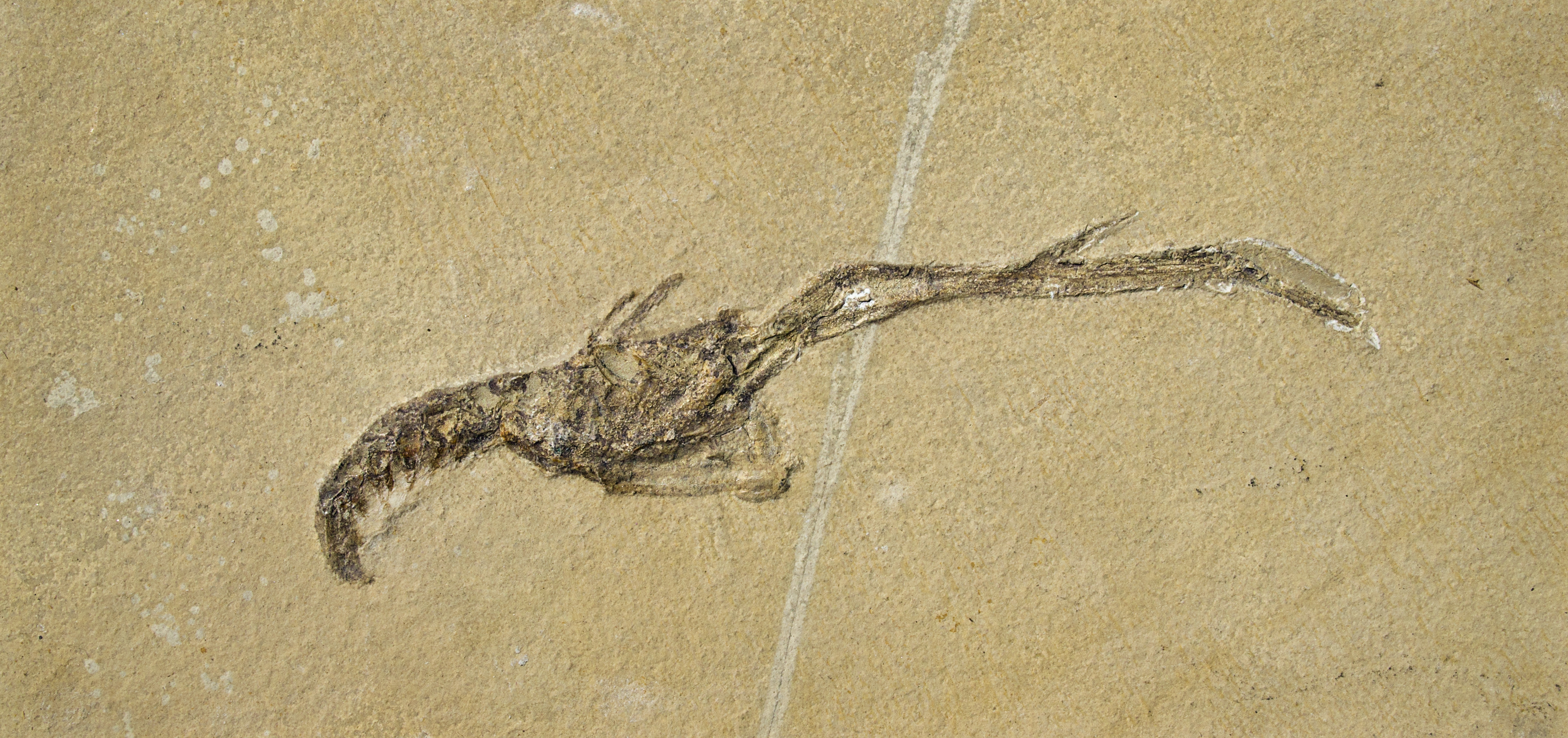
Mecochirus longimanatus
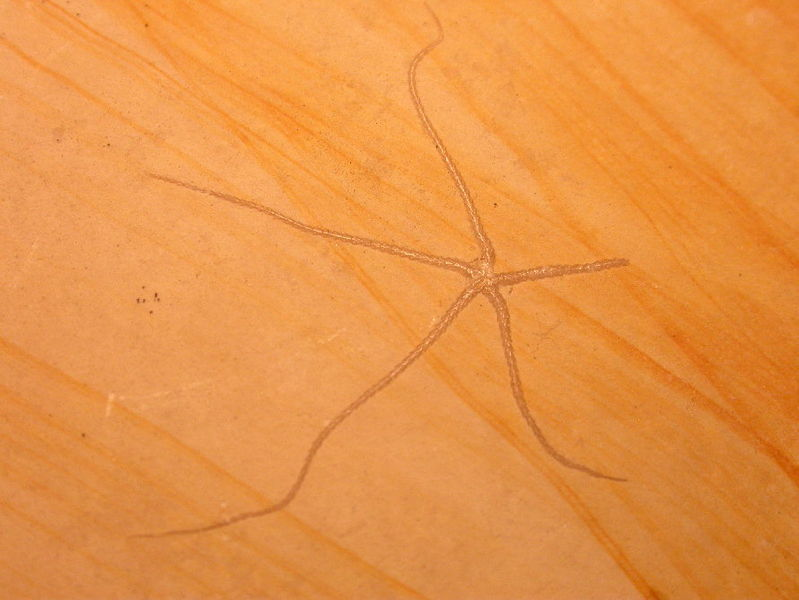
tengeri kígyókarú
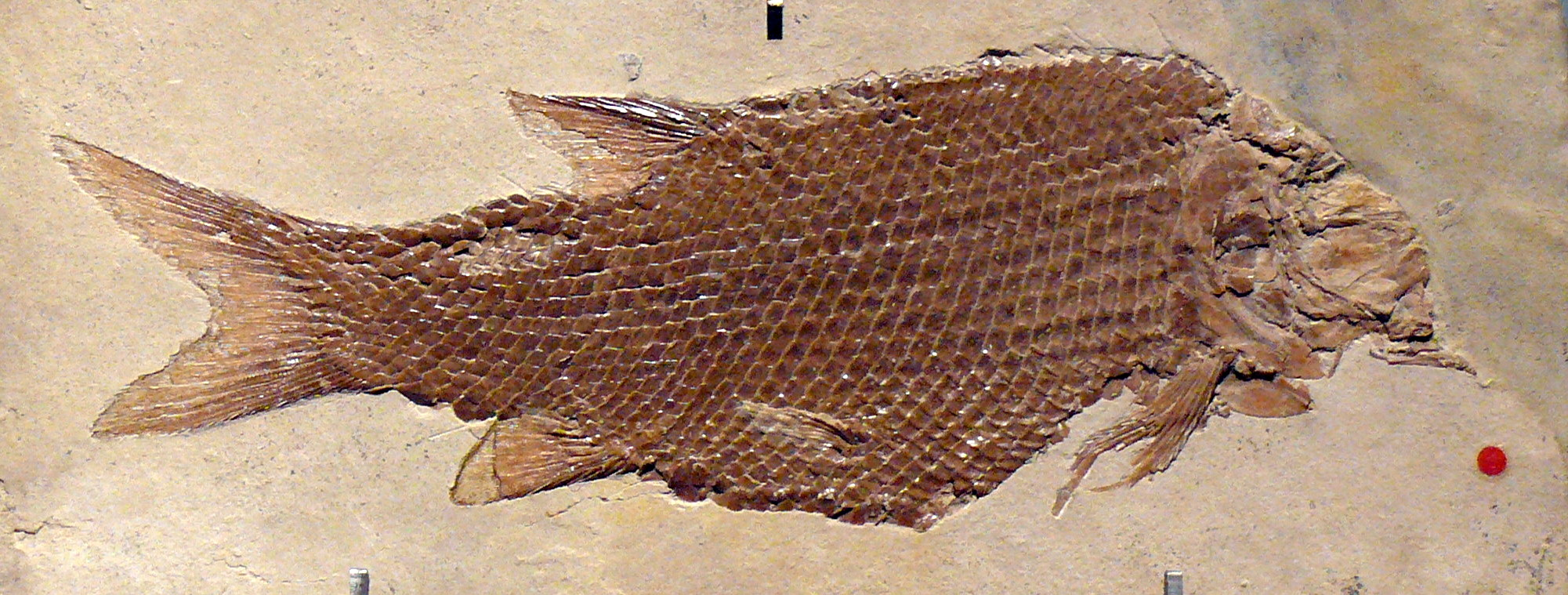
Lepidotes notopterus
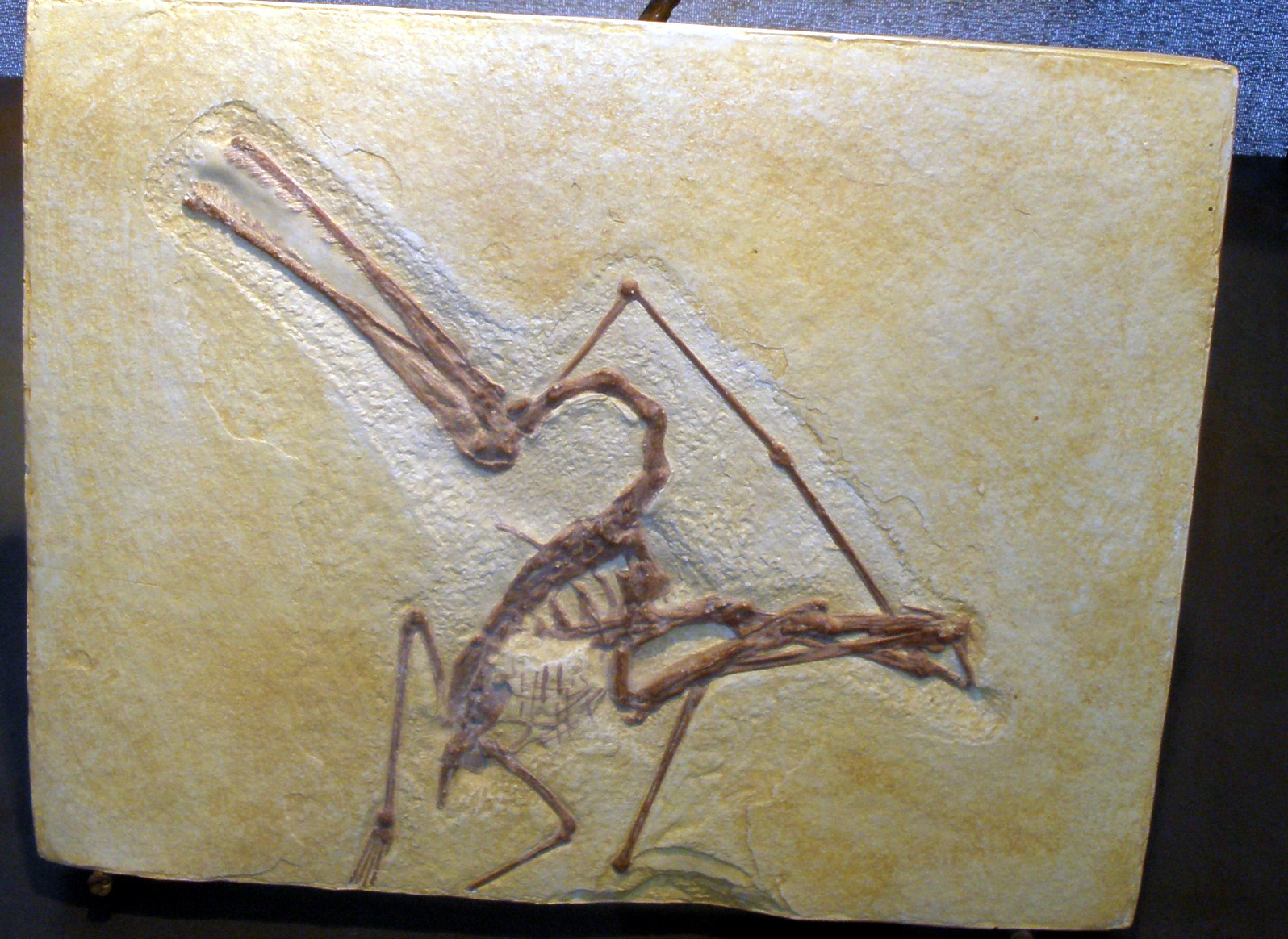
Ctenochasma elegans
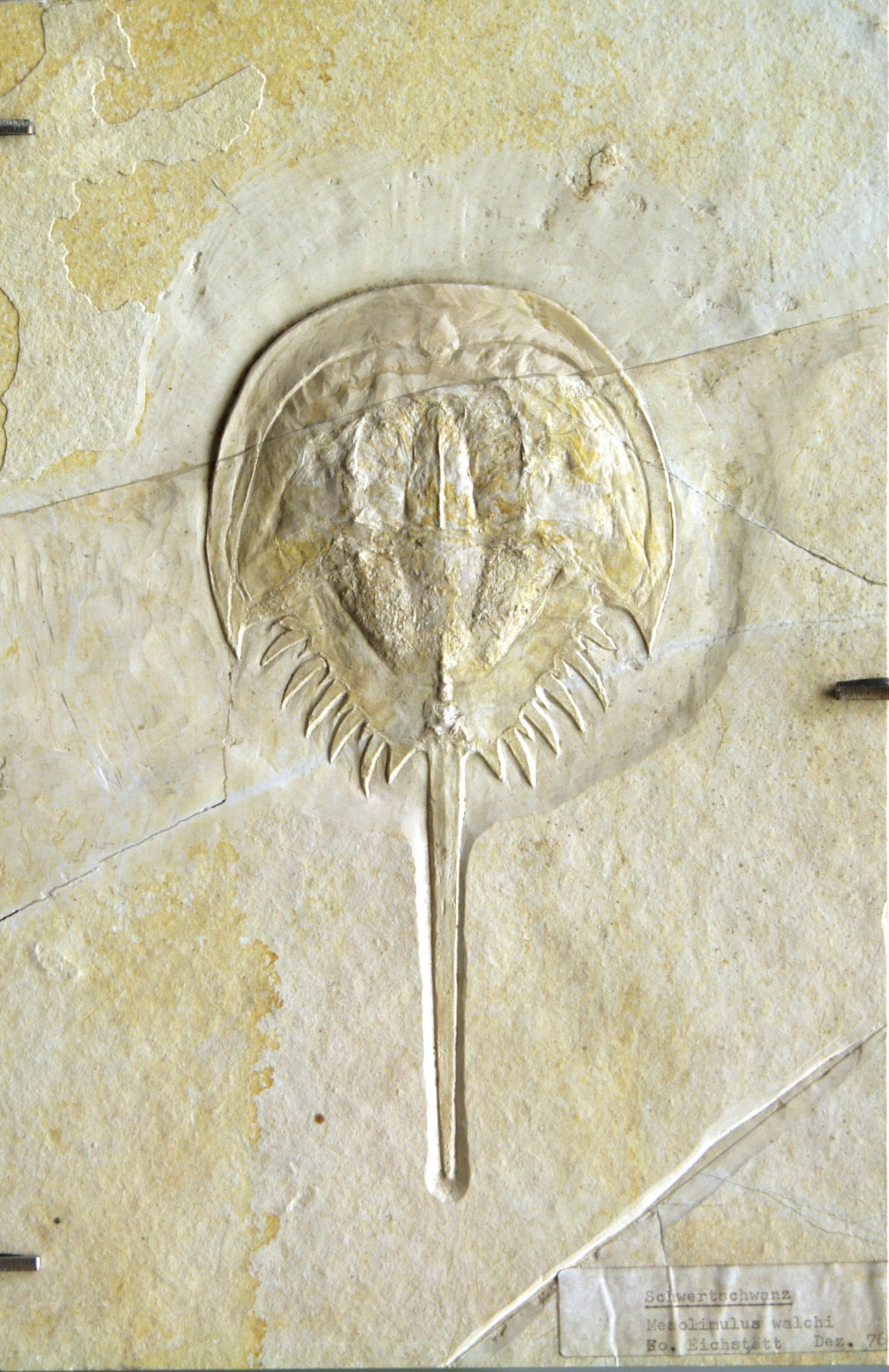
Mesolimulus walchi

## Fordítás
Ez a szócikk részben vagy egészben  a   Solnhofener Plattenkalk című német Wikipédia-szócikk fordításán alapul.  Az eredeti cikk szerkesztőit annak laptörténete sorolja fel. Ez a jelzés csupán a megfogalmazás eredetét és a szerzői jogokat jelzi, nem szolgál a cikkben szereplő információk forrásmegjelöléseként.